# Thomas Ward (Politiker)
Thomas Ward (* um 1759 in Newark, Province of New Jersey; † 4. März 1842 ebenda) war ein US-amerikanischer Politiker. Zwischen 1813 und 1817 vertrat er den Bundesstaat New Jersey im US-Repräsentantenhaus.

## Werdegang
Thomas Ward besuchte die öffentlichen Schulen seiner Heimat. Nach einem anschließenden Jurastudium und seiner Zulassung als Rechtsanwalt begann er in Newark in diesem Beruf zu arbeiten. Ward wurde Mitglied der Staatsmiliz und war im Jahr 1794 an der Niederschlagung der Whiskey-Rebellion beteiligt. 1797 wurde er Sheriff im Essex County. Zwischen 1804 und 1812 fungierte er als Richter in diesem Bezirk. Politisch war Ward Mitglied der Demokratisch-Republikanischen Partei. In den Jahren 1808 und 1809 saß er im Legislative Council, dem Vorläufer des Senats von New Jersey.
Bei den Kongresswahlen des Jahres 1812 wurde Ward für den zweiten Sitz von New Jersey in das US-Repräsentantenhaus in Washington, D.C. gewählt, wo er am 4. März 1813 die Nachfolge von Thomas Newbold antrat. Nach einer Wiederwahl konnte er bis zum 3. März 1817 zwei Legislaturperioden im Kongress absolvieren. Bis 1815 war die Arbeit des Parlaments von den Ereignissen des Britisch-Amerikanischen Kriegs geprägt. Nach dem Ende seiner Zeit im US-Repräsentantenhaus zog sich Thomas Ward aus der Bundespolitik zurück. Er widmete sich seinen privaten Geschäften und wurde Offizier der Staatsmiliz. Zum Zeitpunkt seines Todes am war er kommandierender Offizier in der Kavallerie der Miliz von New Jersey. Er starb am 4. März 1842 in seinem Geburtsort Newark, wo er auch beigesetzt wurde.